# Гриб Ян (педагог)
Ян Гриб (4 вересня 1934, с. Праврівці, словац. Pravrovce, пізніше увійшло у склад села Репеїв, окрес Меджилабірці — 23 листопада 2015 р.) — вчитель, автор першого русинського букваря і читанки пряшівсько-русинським діалектом (1989), а також багатьох інших публікацій тим самим діалектом. Активний організатор культурного і освітнього життя русинської громади в Словаччині.

## Біографія
Навчався до 5-го класу у Репеїві, а потім в с. Олька. Потім продовжив навчання в Руській педагогічній гімназії в Меджилабірцях, яку в 1953 році перевели до Пряшева вже під зміненою назвою «Українська педагогічна школа для учителів народної школи». Пізніше отримав вищу освіту у тодішньому Педагогічному інституті в Пряшеві.
Після закінчення вищої освіти почав викладати в початковій школі у російському селі Велика Поляна. Потім викладав у селі Олька, де у 1965—1971 рр. був директором школи. Оскільки він неодноразово публічно висловлювався в школі з осудою вторгнення військ Варшавского договору, в 1971 р. був змушений залишити посаду вчителя і директора.
Після революції 1989 р. брав активну участь у розбудові суспільного життя русинської громади в Словаччині. Був автором першого Букваря і читанки, які потім були перевидані 1994 р.
Лауреат Премії св. Кирила і Мефодія за розвиток русинської мови (2007).

## Головні публікації
- Ян Гриб. Чітанка про русиньскы дїти — Русиньска оброда, 1994. — учебник
- Ян Гриб. Букварь про русиньскы дїти — Русиньска оброда, 1994. — учебник